# Hope Summers (comics)
Pour les articles homonymes, voir Summers.
Hope Summers est une super-héroïne évoluant dans l'univers Marvel de la maison d'édition Marvel Comics. Créé par le scénariste Mike Carey et le dessinateur Chris Bachalo, le personnage de fiction apparaît pour la première fois dans le comic book X-Men #205 en novembre 2007.
Elle est la première mutante née après les événements de House of M et de Decimation.

## Biographie du personnage
Hope est née un an après les évènements de House of M, elle a été la première mutante née depuis la décimation. Au moment où elle est née, Cérébro explosa et la chasse commença pour elle. Sa ville fut attaquée par les Purificateurs. Bien que tous les enfants de la ville furent assassinés par les Purificateurs, Cable a réussi à sauver Hope. Selon lui, le bébé était le Messie visé à sauver l'humanité.
Mais, ne la sachant pas en sécurité sur cette Terre, il se téléporta avec le bébé dans le futur, où Cable l'éleva comme sa fille... et comme un soldat. De retour dans le présent après le crossover Second Coming, elle dut se heurter à l'hostilité de Wolverine et quelques autres X-Men (car son retour avait indirectement été la cause de la mort de Diablo et de Cable).
Ce dernier évènement la traumatisa, et c'est tant bien que mal, et malgré elle, qu'elle devint la chef non officielle de l'équipe dite « Génération Hope », qui rassemble les cinq nouveaux mutants apparus après le retour de Hope, à savoir :
- Laurie Tromette ou Transonic (pouvoir mutant : vol), mutante à la peau bleue ;
- Gabriel Cohuelo ou Velocidad (pouvoir mutant : hyperapidité) ;
- Idie Okonkwo ou Oya (pouvoir mutant : rafales de glace/feu), nouvelle protégée de Wolverine ;
- Teon Macik ou Primal (pouvoir mutant : force surhumaine), dont l'intelligence semble limitée ;
- Kenji Uedo ou Zero (pouvoir mutant : utilise son corps fait d'os et de cartilages).

Récemment, elle s'est liée d'amitié avec X-Man, délivré par les Nouveaux Mutants de Sugar Man, et qui n'est autre qu'une version alternative de Cable.

## Pouvoirs et capacités
Hope Summers est une mutante possède le pouvoir de copier et de stabiliser les super-pouvoirs des autres mutants.
De plus, elle pourrait être la réincarnation de Jean Grey, car elle est un pseudo-hôte de la Force Phénix.